# Rezerwat przyrody Dyrbek
Dyrbek – rezerwat przyrody znajdujący się na terenie gmin Lesko i Olszanica, w powiecie leskim, w województwie podkarpackim. Leży w obrębie Parku Krajobrazowego Gór Słonnych, na południowo-zachodnim stoku wzniesienia o wysokości 640 m n.p.m.
- numer według rejestru wojewódzkiego – 57
- powierzchnia – 130,11 ha[1] (akt powołujący podawał 130,88 ha)
- dokument powołujący – M.P. z 1996 r. nr 75, poz. 678
- rodzaj rezerwatu – leśny[1][2]

- typ rezerwatu – fitocenotyczny

- podtyp rezerwatu – zbiorowisk leśnych

- typ ekosystemu – leśny i borowy

- podtyp ekosystemu – lasów górskich i podgórskich

- przedmiot ochrony (według aktu powołującego) – naturalne zbiorowisko buczyny karpackiej[1][2]

Na terenie rezerwatu bytuje wiele cennych gatunków ptaków m.in. orlik krzykliwy, puchacz, bocian czarny i puszczyk uralski.
W pobliżu znajduje się rezerwat „Buczyna w Wańkowej”.